# Município de Washington (condado de Jackson, Ohio)
O município de Washington (em inglês: Washington Township) é um município localizado no condado de Jackson no estado estadounidense de Ohio. No ano de 2010 tinha uma população de 782 habitantes e uma densidade populacional de 13,49 pessoas por km².

## Geografia
O município de Washington encontra-se localizado nas coordenadas 39° 09′ 32″ N, 82° 35′ 41″ O. Segundo a Departamento do Censo dos Estados Unidos, o município tem uma superfície total de 57.97 km², da qual 57,97 km² correspondem a terra firme e (0 %) 0 km² é água.

## Demografia
Segundo o censo de 2010, tinha 782 pessoas residindo no município de Washington. A densidade populacional era de 13,49 hab./km². Dos 782 habitantes, o município de Washington estava composto pelo 99,23 % brancos, o 0,13 % eram afroamericanos, o 0,13 % eram amerindios e o 0,51 % eram de uma mistura de raças. Do total da população o 0,9 % eram hispanos ou latinos de qualquer raça.